# Mistrzostwa Świata w Hokeju na Lodzie 2022 (elita)
Mistrzostwa Świata w Hokeju na Lodzie Elity 2022 odbyły się w dniach od 13 do 29 maja 2022 w Finlandii.

## Organizacja
Jako miasta organizatorów i obiekty wybrano: Helsinki (Helsinki Arena) i Tampere (Tampere Deck Arena – otwarta w 2021).
Oficjalną maskotką turnieju został lew „Miracleo”.

## Grupa A
Tabela
| Lp. | Zespół     | M | Pkt | Z | Zd | Pd | P | G+ | G- | +/− |
| --- | ---------- | - | --- | - | -- | -- | - | -- | -- | --- |
| 1   | Szwajcaria | 7 | 20  | 6 | 1  | 0  | 0 | 34 | 15 | +19 |
| 2   | Niemcy     | 7 | 16  | 5 | 0  | 1  | 1 | 26 | 20 | +6  |
| 3   | Kanada     | 7 | 15  | 5 | 0  | 0  | 2 | 34 | 18 | +16 |
| 4   | Słowacja   | 7 | 12  | 4 | 0  | 0  | 3 | 23 | 19 | +4  |
| 5   | Dania      | 7 | 12  | 4 | 0  | 0  | 3 | 18 | 18 | +0  |
| 6   | Francja    | 7 | 5   | 1 | 1  | 0  | 5 | 11 | 24 | -13 |
| 7   | Kazachstan | 7 | 3   | 1 | 0  | 0  | 6 | 19 | 31 | -12 |
| 8   | Włochy     | 7 | 1   | 0 | 0  | 1  | 6 | 12 | 32 | -20 |

    = awans do ćwierćfinałów     = utrzymanie w elicie     = spadek do dywizji I grupy A
Wyniki
| 13 maja 2022 | Francja | 2:4 | Słowacja | Helsinki Ice Hall, Helsinki |

| Szczegóły      | Szczegóły                               | Szczegóły       | Szczegóły                                                                           | Szczegóły                                                                                                  |
| -------------- | --------------------------------------- | --------------- | ----------------------------------------------------------------------------------- | --- |
| Godzina: 16:20 | A. Rech (EQ) 26:06 J. Perret (EQ) 32:49 | (0:1, 2:2, 0:1) | 10:23 (EQ) P. Regenda 21:54 (PP) T. Tatar 38:03 (EQ) S. Takáč 59:52 (EQ) P. Regenda | Widzów: 3731 Sędzia główny: Lassi Heikkinen Jake Rekuchi Sędziowie liniowi: Daniel Beresford Elias Seewald |
| Godzina: 16:20 | 10 min. kar                             |                 | 4 min. kar                                                                          | Widzów: 3731 Sędzia główny: Lassi Heikkinen Jake Rekuchi Sędziowie liniowi: Daniel Beresford Elias Seewald |

| 13 maja 2022 | Niemcy | 3:5 | Kanada | Helsinki Ice Hall, Helsinki |

| Szczegóły      | Szczegóły                                                            | Szczegóły       | Szczegóły | Szczegóły                                                                                    |
| -------------- | -------------------------------------------------------------------- | --------------- | --- | -------------------------------------------------------------------------------------------- |
| Godzina: 20:20 | M. Michaelis (EQ) 27:24 M. Plachta (PP2) 41:13 M. Seider (PP2) 52:35 | (0:2, 1:3, 2:0) | 08:06 (EQ) C. Sillinger 17:22 (EQ) P.-L. Dubois 31:37 (PP) P.-L. Dubois 33:39 (PP) K. Johnson 37:35 (EQ) N. Gregor | Widzów: 4632 Sędzia główny: Andris Ansons Robin Šír Sędziowie liniowi: Jake Davis Josef Špůr |
| Godzina: 20:20 | 6 min. kar                                                           |                 | 8 min. kar | Widzów: 4632 Sędzia główny: Andris Ansons Robin Šír Sędziowie liniowi: Jake Davis Josef Špůr |

| 14 maja 2022 | Dania | 9:1 | Kazachstan | Helsinki Ice Hall, Helsinki |

| Szczegóły      | Szczegóły | Szczegóły       | Szczegóły             | Szczegóły                                                                                             |
| -------------- | --- | --------------- | --------------------- | --- |
| Godzina: 12:20 | P. Bjorkstrand (EQ) 02:03 F. Scheel (EQ) 03:59 J. Blichfeld (PP) 04:51 F. Storm (PP) 22:26 J. Jakobsen (EQ) 26:22 J. Blichfeld (PP) 29:54 O. Larsen (EQ) 39:36 P. Regin (EQ) 40:43 J. Blichfeld (PP) 50:03 | (3:0, 4:0, 2:1) | 58:37 (SH) K. Sawicki | Widzów: 3035 Sędzia główny: Andris Ansons Pierre Dehaen Sędziowie liniowi: Tommi Niittylä Dāvis Zunde |
| Godzina: 12:20 | 8 min. kar |                 | 16 min. kar           | Widzów: 3035 Sędzia główny: Andris Ansons Pierre Dehaen Sędziowie liniowi: Tommi Niittylä Dāvis Zunde |

| 14 maja 2022 | Szwajcaria | 5:2 | Włochy | Helsinki Ice Hall, Helsinki |

| Szczegóły      | Szczegóły | Szczegóły       | Szczegóły                                 | Szczegóły                                                                                           |
| -------------- | --- | --------------- | ----------------------------------------- | --------------------------------------------------------------------------------------------------- |
| Godzina: 16:20 | D. Malgin (EQ) 00:49 C. Thürkauf (EQ) 17:05 A. Ambühl (EQ) 19:42 C. Thürkauf (EQ) 26:20 N. Hischier (EQ) 58:20 | (3:0, 1:0, 1:2) | 48:40 (EQ) D. Glira 58:52 (PP) D. Hannoun | Widzów: 3641 Sędzia główny: Roy Stian Hansen Peter Stano Sędziowie liniowi: Elias Seewald Robin Šír |
| Godzina: 16:20 | 4 min. kar |                 | 4 min. kar                                | Widzów: 3641 Sędzia główny: Roy Stian Hansen Peter Stano Sędziowie liniowi: Elias Seewald Robin Šír |

| 14 maja 2022 | Słowacja | 1:2 | Niemcy | Helsinki Ice Hall, Helsinki |

| Szczegóły      | Szczegóły              | Szczegóły       | Szczegóły                                   | Szczegóły                                                                                                 |
| -------------- | ---------------------- | --------------- | ------------------------------------------- | --- |
| Godzina: 20:20 | K. Pospíšil (EQ) 31:15 | (0:0, 1:2, 0:0) | 21:34 (EQ) M. Plachta 26:41 (EQ) L. Pföderl | Widzów: 4387 Sędzia główny: Lassi Heikkinen Linus Öhlund Sędziowie liniowi: Hannu Sormunen Emil Yletyinen |
| Godzina: 20:20 | 6 min. kar             |                 | 4 min. kar                                  | Widzów: 4387 Sędzia główny: Lassi Heikkinen Linus Öhlund Sędziowie liniowi: Hannu Sormunen Emil Yletyinen |

| 15 maja 2022 | Włochy | 1:6 | Kanada | Helsinki Ice Hall, Helsinki |

| Szczegóły      | Szczegóły                | Szczegóły       | Szczegóły | Szczegóły                                                                                                  |
| -------------- | ------------------------ | --------------- | --- | --- |
| Godzina: 12:20 | P. Pietroniro (EQ) 12:57 | (1:1, 0:3, 0:2) | 15:50 (EQ) T. Sanheim 28:15 (EQ) J. Anderson 35:14 (EQ) N. Roy 37:30 (EQ) K. Johnson 42:49 (EQ) D. Mayo 54:54 (SH) N. Gregor | Widzów: 2616 Sędzia główny: Pierre Dehaen Roy Stian Hansen Sędziowie liniowi: Daniel Beresford Dāvis Zunde |
| Godzina: 12:20 | 2 min. kar               |                 | 8 min. kar | Widzów: 2616 Sędzia główny: Pierre Dehaen Roy Stian Hansen Sędziowie liniowi: Daniel Beresford Dāvis Zunde |

| 15 maja 2022 | Francja | 2:1 | Kazachstan | Helsinki Ice Hall, Helsinki |

| Szczegóły      | Szczegóły                                       | Szczegóły       | Szczegóły              | Szczegóły                                                                                          |
| -------------- | ----------------------------------------------- | --------------- | ---------------------- | -------------------------------------------------------------------------------------------------- |
| Godzina: 16:20 | A. Texier (EQ) 32:31 F. Chakiachvili (PP) 39:35 | (0:1, 2:0, 0:0) | 05:08 (EQ) W. Oriechow | Widzów: 1801 Sędzia główny: Robin Šír Peter Stano Sędziowie liniowi: Tommi Niittylä Emil Yletyinen |
| Godzina: 16:20 | 2 min. kar                                      |                 | 4 min. kar             | Widzów: 1801 Sędzia główny: Robin Šír Peter Stano Sędziowie liniowi: Tommi Niittylä Emil Yletyinen |

| 15 maja 2022 | Dania | 0:6 | Szwajcaria | Helsinki Ice Hall, Helsinki |

| Szczegóły      | Szczegóły  | Szczegóły       | Szczegóły | Szczegóły                                                                                          |
| -------------- | ---------- | --------------- | --- | -------------------------------------------------------------------------------------------------- |
| Godzina: 20:20 |            | (0:1, 0:4, 0:1) | 08:58 (EQ) F. Herzog 21:03 (PP) T. Meier 25:01 (EQ) P. Suter 32:39 (EQ) J. Moser 37:33 (PP) P. Kurashev 46:39 (PP) D. Malgin | Widzów: 2645 Sędzia główny: Linus Öhlund Jake Rekuchi Sędziowie liniowi: Jake Davis Hannu Sormunen |
| Godzina: 20:20 | 8 min. kar |                 | 12 min. kar | Widzów: 2645 Sędzia główny: Linus Öhlund Jake Rekuchi Sędziowie liniowi: Jake Davis Hannu Sormunen |

| 16 maja 2022 | Słowacja | 1:5 | Kanada | Helsinki Ice Hall, Helsinki |

| Szczegóły      | Szczegóły           | Szczegóły       | Szczegóły | Szczegóły                                                                                              |
| -------------- | ------------------- | --------------- | --- | --- |
| Godzina: 16:20 | S. Takáč (PP) 12:47 | (1:1, 0:2, 0:2) | 10:48 (EQ) A. Lowry 26:11 (PP) P.-L. Dubois 37:56 (EQ) P.-L. Dubois 41:08 (EQ) C. Sillinger 51:18 (EQ) M. Geekie | Widzów: 3585 Sędzia główny: Andris Ansons Linus Öhlund Sędziowie liniowi: Elias Seewald Emil Yletyinen |
| Godzina: 16:20 | 8 min. kar          |                 | 8 min. kar | Widzów: 3585 Sędzia główny: Andris Ansons Linus Öhlund Sędziowie liniowi: Elias Seewald Emil Yletyinen |

| 16 maja 2022 | Francja | 2:3 | Niemcy | Helsinki Ice Hall, Helsinki |

| Szczegóły      | Szczegóły                                 | Szczegóły       | Szczegóły                                                       | Szczegóły                                                                                              |
| -------------- | ----------------------------------------- | --------------- | --------------------------------------------------------------- | --- |
| Godzina: 20:20 | A. Texier (PP) 14:48 H. Gallet (EQ) 31:18 | (1:2, 1:0, 0:1) | 02:04 (PP) D. Fischbuch 17:51 (EQ) A. Ehl 45:45 (EQ) L. Pföderl | Widzów: 2652 Sędzia główny: Roy Stian Hansen Lassi Heikkinen Sędziowie liniowi: Josef Špůr Dāvis Zunde |
| Godzina: 20:20 | 6 min. kar                                |                 | 6 min. kar                                                      | Widzów: 2652 Sędzia główny: Roy Stian Hansen Lassi Heikkinen Sędziowie liniowi: Josef Špůr Dāvis Zunde |

| 17 maja 2022 | Włochy | 1:2 | Dania | Helsinki Ice Hall, Helsinki |

| Szczegóły      | Szczegóły           | Szczegóły       | Szczegóły                                     | Szczegóły                                                                                       |
| -------------- | ------------------- | --------------- | --------------------------------------------- | ----------------------------------------------------------------------------------------------- |
| Godzina: 16:20 | A. Petan (PP) 39:00 | (0:1, 1:0, 0:1) | 15:54 (PP) N. Ehlers 41:46 (EQ) M. Bau Hansen | Widzów: 2557 Sędzia główny: Pierre Dehaen Robin Šír Sędziowie liniowi: Elias Seewald Josef Špůr |
| Godzina: 16:20 | 12 min. kar         |                 | 6 min. kar                                    | Widzów: 2557 Sędzia główny: Pierre Dehaen Robin Šír Sędziowie liniowi: Elias Seewald Josef Špůr |

| 17 maja 2022 | Szwajcaria | 3:2 | Kazachstan | Helsinki Ice Hall, Helsinki |

| Szczegóły      | Szczegóły                                                      | Szczegóły       | Szczegóły                                    | Szczegóły                                                                                                |
| -------------- | -------------------------------------------------------------- | --------------- | -------------------------------------------- | --- |
| Godzina: 20:20 | D. Malgin (EQ) 23:58 D. Simion (EQ) 34:32 F. Herzog (EQ) 55:39 | (0:0, 2:0, 1:2) | 45:47 (SH) J. Blacker 57:52 (EQ) W. Oriechow | Widzów: 2858 Sędzia główny: Roy Stian Hansen Peter Stano Sędziowie liniowi: Daniel Beresford Dāvis Zunde |
| Godzina: 20:20 | 4 min. kar                                                     |                 | 4 min. kar                                   | Widzów: 2858 Sędzia główny: Roy Stian Hansen Peter Stano Sędziowie liniowi: Daniel Beresford Dāvis Zunde |

| 18 maja 2022 | Francja | 2:1 pd. | Włochy | Helsinki Ice Hall, Helsinki |

| Szczegóły      | Szczegóły                                  | Szczegóły            | Szczegóły           | Szczegóły                                                                                                 |
| -------------- | ------------------------------------------ | -------------------- | ------------------- | --- |
| Godzina: 16:20 | S. Treille (EQ) 58:54 H. Gallet (EQ) 61:04 | (0:1, 0:0, 1:0, 1:0) | 14:42 (SH) L. Frigo | Widzów: 1543 Sędzia główny: Lassi Heikkinen Linus Öhlund Sędziowie liniowi: Tommi Niittylä Emil Yletyinen |
| Godzina: 16:20 | 10 min. kar                                |                      | 6 min. kar          | Widzów: 1543 Sędzia główny: Lassi Heikkinen Linus Öhlund Sędziowie liniowi: Tommi Niittylä Emil Yletyinen |

| 18 maja 2022 | Szwajcaria | 5:3 | Słowacja | Helsinki Ice Hall, Helsinki |

| Szczegóły      | Szczegóły                                                                                               | Szczegóły       | Szczegóły                                                        | Szczegóły                                                                                           |
| -------------- | --- | --------------- | ---------------------------------------------------------------- | --------------------------------------------------------------------------------------------------- |
| Godzina: 20:20 | D. Malgin (SH) 00:52 D. Egli (EQ) 23:56 T. Meier (EQ) 32:59 N. Hischier (EQ) 45:44 F. Herzog (PP) 59:36 | (1:1, 2:1, 2:1) | 10:33 (EQ) M. Roman 25:32 (EQ) J. Slafkovský 49:07 (EQ) S. Takáč | Widzów: 2504 Sędzia główny: Andris Ansons Jake Rekuchi Sędziowie liniowi: Jake Davis Hannu Sormunen |
| Godzina: 20:20 | 43 min. kar                                                                                             |                 | 10 min. kar                                                      | Widzów: 2504 Sędzia główny: Andris Ansons Jake Rekuchi Sędziowie liniowi: Jake Davis Hannu Sormunen |

| 19 maja 2022 | Niemcy | 1:0 | Dania | Helsinki Ice Hall, Helsinki |

| Szczegóły      | Szczegóły               | Szczegóły       | Szczegóły  | Szczegóły                                                                                            |
| -------------- | ----------------------- | --------------- | ---------- | --- |
| Godzina: 16:20 | M. Michaelis (EQ) 32:41 | (0:0, 1:0, 0:0) |            | Widzów: 2570 Sędzia główny: Lassi Heikkinen Peter Stano Sędziowie liniowi: Jake Davis Hannu Sormunen |
| Godzina: 16:20 | 4 min. kar              |                 | 6 min. kar | Widzów: 2570 Sędzia główny: Lassi Heikkinen Peter Stano Sędziowie liniowi: Jake Davis Hannu Sormunen |

| 19 maja 2022 | Kanada | 6:3 | Kazachstan | Helsinki Ice Hall, Helsinki |

| Szczegóły      | Szczegóły | Szczegóły       | Szczegóły                                                             | Szczegóły |
| -------------- | --- | --------------- | --------------------------------------------------------------------- | --- |
| Godzina: 20:20 | D. Cozens (EQ) 03:45 D. Batherson (EQ) 14:18 A. Lowry (PP) 17:20 D. Severson (EQ) 32:14 D. Cozens (PP) 51:58 D. Cozens (PP) 59:11 | (3:2, 1:0, 2:1) | 02:25 (EQ) J. Pietuchow 12:16 (PP) A. Szestakow 47:55 (EQ) K. Sawicki | Widzów: 2299 Sędzia główny: Jake Rekucki Marian Rochatsch Sędziowie liniowi: Nicolas Constantineau Tommi Nittyla |
| Godzina: 20:20 | 14 min. kar |                 | 14 min. kar                                                           | Widzów: 2299 Sędzia główny: Jake Rekucki Marian Rochatsch Sędziowie liniowi: Nicolas Constantineau Tommi Nittyla |

| 20 maja 2022 | Niemcy | 9:4 | Włochy | Helsinki Ice Hall, Helsinki |

| Szczegóły      | Szczegóły | Szczegóły       | Szczegóły                                                          | Szczegóły                                                                                                 |
| -------------- | --- | --------------- | ------------------------------------------------------------------ | --- |
| Godzina: 16:20 | A. Karachun (EQ) 05:01 K. Wissmann (EQ) 06:17 Y. Ehliz (EQ) 13:14 D. Fischbuch (PP) 17:57 l. Reichel (PP) 25:01 D. Fischbuch (EQ) 34:55 Y. Ehliz (EQ) 41:24 A. Karachun (EQ) 42:45 S. Soramies (EQ) 57:04 | (4:0, 2:1, 3:3) | 25:37 (EQ) T. Traversa 47:26 (EQ) L. Frigo 49:50 (PP) D. Mantenuto | Widzów: 3311 Sędzia główny: Andris Ansons Linus Öhlund Sędziowie liniowi: Daniel Beresford Emil Yletyinen |
| Godzina: 16:20 | 4 min. kar |                 | 8 min. kar                                                         | Widzów: 3311 Sędzia główny: Andris Ansons Linus Öhlund Sędziowie liniowi: Daniel Beresford Emil Yletyinen |

| 20 maja 2022 | Kazachstan | 3:4 | Słowacja | Helsinki Ice Hall, Helsinki |

| Szczegóły      | Szczegóły                                                              | Szczegóły       | Szczegóły                                                                                 | Szczegóły                                                                                        |
| -------------- | ---------------------------------------------------------------------- | --------------- | ----------------------------------------------------------------------------------------- | ------------------------------------------------------------------------------------------------ |
| Godzina: 20:20 | K. Paniukow (PP) 15:17 D. Szewczenko (PP) 17:52 K. Paniukow (EQ) 43:32 | (2:1, 0:3, 1:0) | 12:12 (EQ) A. Kollár 29:47 (PP) M. Fehérváry 33:18 (PP) A. Liška 34:26 (PS) J. Slafkovský | Widzów: 3068 Sędzia główny: Stian Ron Hansen Robin Šír Sędziowie liniowi: Jake Davis Dāvis Zunde |
| Godzina: 20:20 | 5 min. kar                                                             |                 | 6 min. kar                                                                                | Widzów: 3068 Sędzia główny: Stian Ron Hansen Robin Šír Sędziowie liniowi: Jake Davis Dāvis Zunde |

| 21 maja 2022 | Dania | 3:0 | Francja | Helsinki Ice Hall, Helsinki |

| Szczegóły      | Szczegóły                                                          | Szczegóły       | Szczegóły   | Szczegóły |
| -------------- | ------------------------------------------------------------------ | --------------- | ----------- | --- |
| Godzina: 12:20 | P. Regin (EQ) 16:43 J. Blichfeld (PP) 25:28 J. Jakobsen (EQ) 58:24 | (1:0, 1:0, 1:0) |             | Widzów: 3007 Sędzia główny: Roy Stian Hansen Jake Rekucki Sędziowie liniowi: Daniel Beresford Hannu Sormunen |
| Godzina: 12:20 | 6 min. kar                                                         |                 | 10 min. kar | Widzów: 3007 Sędzia główny: Roy Stian Hansen Jake Rekucki Sędziowie liniowi: Daniel Beresford Hannu Sormunen |

| 21 maja 2022 | Kanada | 3:6 | Szwajcaria | Helsinki Ice Hall, Helsinki |

| Szczegóły      | Szczegóły                                                          | Szczegóły       | Szczegóły | Szczegóły                                                                                         |
| -------------- | ------------------------------------------------------------------ | --------------- | --- | ------------------------------------------------------------------------------------------------- |
| Godzina: 16:20 | K. Johnson (EQ) 11:52 D. Lowry (SH) 14:11 D. Bratherson (EQ) 19:03 | (3:3, 0:1, 0:2) | 12:51 (EQ) M. Fora 15:33 (PP) D. Kukan 19:51 (EQ) J. Siegenthaler 26:13 (PP) N. Hischier 43:41 (EQ) P. Suter 58:01 (EQ)(EN) T. Meier | Widzów: 5676 Sędzia główny: Lassi Heikkinen Linus Ohlund Sędziowie liniowi: Jake Davis Josef Špůr |
| Godzina: 16:20 | 8 min. kar                                                         |                 | 9 min. kar | Widzów: 5676 Sędzia główny: Lassi Heikkinen Linus Ohlund Sędziowie liniowi: Jake Davis Josef Špůr |

| 21 maja 2022 | Włochy | 1:3 | Słowacja | Helsinki Ice Hall, Helsinki |

| Szczegóły      | Szczegóły                | Szczegóły       | Szczegóły                                                       | Szczegóły |
| -------------- | ------------------------ | --------------- | --------------------------------------------------------------- | --- |
| Godzina: 20:20 | A. Trivelatto (PP) 44:09 | (0:2, 0:0, 1:1) | 10:31 (EQ) M. Krištof 19:54 (EQ) A. Sýkora 49:14 (PP) A. Tamáši | Widzów: 3442 Sędzia główny: Andris Ansons Marian Rohatsch Sędziowie liniowi: Nicolas Constantineau Dāvis Zunde |
| Godzina: 20:20 | 10 min. kar              |                 | 8 min. kar                                                      | Widzów: 3442 Sędzia główny: Andris Ansons Marian Rohatsch Sędziowie liniowi: Nicolas Constantineau Dāvis Zunde |

| 22 maja 2022 | Kazachstan | 4:5 | Niemcy | Helsinki Ice Hall, Helsinki |

| Szczegóły      | Szczegóły                                                                                      | Szczegóły       | Szczegóły | Szczegóły |
| -------------- | ---------------------------------------------------------------------------------------------- | --------------- | --- | --- |
| Godzina: 16:20 | R. Starczenko (EQ) 02:57 J. Pietuchow (EQ) 15:46 P. Akolzin (EQ) 39:29 N. Michajlis (EQ) 40:38 | (2:3, 1:1, 1:1) | 04:38 (EQ) J. Müller 16:10 (EQ) L. Pföderl 18:33 (EQ) D. Fischbuch 25:52 (PP2) L. Reichel 47:08 (EQ) Y. Ehliz | Widzów: 3124 Sędzia główny: Roy Stian Hansen Linus Öhlund Sędziowie liniowi: Daniel Beresford Tommi Niittyla |
| Godzina: 16:20 | 6 min. kar                                                                                     |                 | 4 min. kar | Widzów: 3124 Sędzia główny: Roy Stian Hansen Linus Öhlund Sędziowie liniowi: Daniel Beresford Tommi Niittyla |

| 22 maja 2022 | Szwajcaria | 5:2 | Francja | Helsinki Ice Hall, Helsinki |

| Szczegóły      | Szczegóły | Szczegóły       | Szczegóły                                    | Szczegóły                                                                                              |
| -------------- | --- | --------------- | -------------------------------------------- | --- |
| Godzina: 20:20 | N. Hischier (EQ) 20:25 D. Riat (EQ) 32:27 A. Ambühl (PP) 35:42 D. Kukan (EQ) 51:17 N. Hischier (EQ)(EN) 59:38 | (0:2, 3:0, 2:0) | 04:58 (EQ) A. Texier 13:25 (EQ) V. Claireaux | Widzów: 3997 Sędzia główny: Jeff Ingram Fraser Lawrence Sędziowie liniowi: Andreas Krøyer Jonas Merten |
| Godzina: 20:20 | 6 min. kar |                 | 14 min. kar                                  | Widzów: 3997 Sędzia główny: Jeff Ingram Fraser Lawrence Sędziowie liniowi: Andreas Krøyer Jonas Merten |

| 23 maja 2022 | Kazachstan | 5:2 | Włochy | Helsinki Ice Hall, Helsinki |

| Szczegóły      | Szczegóły | Szczegóły       | Szczegóły                                   | Szczegóły                                                                                         |
| -------------- | --- | --------------- | ------------------------------------------- | ------------------------------------------------------------------------------------------------- |
| Godzina: 16:20 | C. Valk (PP) 11:22 W. Oriechow (EQ) 15:59 A. Asietow (EQ) 24:29 R. Starczenko (PP) 43:29 N. Michajlis (EQ) 46:02 | (2:1, 1:1, 2:0) | 14:57 (PP) B. McNally 25:26 (EQ) D. Kostner | Widzów: 1983 Sędzia główny: Jake Rekucki Peter Stano Sędziowie liniowi: Hannu Sormunen Josef Špůr |
| Godzina: 16:20 | 4 min. kar |                 | 27 min. kar                                 | Widzów: 1983 Sędzia główny: Jake Rekucki Peter Stano Sędziowie liniowi: Hannu Sormunen Josef Špůr |

| 23 maja 2022 | Kanada | 2:3 | Dania | Helsinki Ice Hall, Helsinki |

| Szczegóły      | Szczegóły                                  | Szczegóły       | Szczegóły                                                     | Szczegóły                                                                                               |
| -------------- | ------------------------------------------ | --------------- | ------------------------------------------------------------- | --- |
| Godzina: 20:20 | M. Comtois (EQ) 22:33 R. Graves (EQ) 56:09 | (0:2, 1:0, 1:1) | 09:11 (EQ) M. Lauridsen 14:54 (SH) P. Regin 52:11 (PP) M. Bau | Widzów: 4005 Sędzia główny: Robin Šír Miroslav Stolc Sędziowie liniowi: Daniel Beresford Emil Yletyinen |
| Godzina: 20:20 | 33 min. kar                                |                 | 8 min. kar                                                    | Widzów: 4005 Sędzia główny: Robin Šír Miroslav Stolc Sędziowie liniowi: Daniel Beresford Emil Yletyinen |

| 24 maja 2022 | Niemcy | 3:4 pk. | Szwajcaria | Helsinki Ice Hall, Helsinki |

| Szczegóły      | Szczegóły                                                       | Szczegóły                 | Szczegóły                                                                         | Szczegóły                                                                                         |
| -------------- | --------------------------------------------------------------- | ------------------------- | --------------------------------------------------------------------------------- | ------------------------------------------------------------------------------------------------- |
| Godzina: 12:20 | K. Wissman (PP) 11:51 S. Lobil (EQ) 15:30 M. Plachta (EQ) 47:57 | (2:1, 0:2, 1:0, 0:0, 0:1) | 01:37 (EQ) A. Ambühl 21:26 (EQ) P. Suter 38:31 (PP) D. Malgin 65:00 (GWG) D. Riat | Widzów: 3862 Sędzia główny: Linus Ohlund Peter Stano Sędziowie liniowi: Josef Špůr Emil Yletyinen |
| Godzina: 12:20 |                                                                 | 8 min. kar                |                                                                                   | Widzów: 3862 Sędzia główny: Linus Ohlund Peter Stano Sędziowie liniowi: Josef Špůr Emil Yletyinen |

| 24 maja 2022 | Słowacja | 7:1 | Dania | Helsinki Ice Hall, Helsinki |

| Szczegóły      | Szczegóły | Szczegóły       | Szczegóły               | Szczegóły |
| -------------- | --- | --------------- | ----------------------- | --- |
| Godzina: 16:20 | T. Tatar (EQ) 10:00 T. Tatar (EQ) 19:37 P. Regenda (PP) 21:57 M. Rosandić (EQ) 32:17 J. Slafkovský (EQ) 38:20 Š. Nemec (EQ) 58:53 P. Regenda (PP) 59:19 | (2:0, 3:0, 2:1) | 47:43 (PP) J. Blichfeld | Widzów: 3084 Sędzia główny: Sean MacFarlane Jake Rekucki Sędziowie liniowi: Hannu Sormunen Nathan van Oosten |
| Godzina: 16:20 | 8 min. kar |                 | 16 min. kar             | Widzów: 3084 Sędzia główny: Sean MacFarlane Jake Rekucki Sędziowie liniowi: Hannu Sormunen Nathan van Oosten |

| 24 maja 2022 | Kanada | 7:1 | Francja | Helsinki Ice Hall, Helsinki |

| Szczegóły      | Szczegóły | Szczegóły       | Szczegóły          | Szczegóły                                                                                               |
| -------------- | --- | --------------- | ------------------ | --- |
| Godzina: 20:20 | D. Cozens (EQ) 12:40 M. Comtois (EQ) 17:31 P.-L. Dubois (EQ) 22:07 E. O’Dell (EQ) 35:10 Z. Whitecloud (EQ) 45:29 P.-L. Dubois (EQ) 51:16 D. Severson (EQ) 55:19 | (2:0, 2-0, 3:1) | 48:20 (EQ) A. Rech | Widzów: 2873 Sędzia główny: Andris Ansons Lassi Heikkinen Sędziowie liniowi: Tommi Niittyla Dāvis Zunde |
| Godzina: 20:20 | 6 min. kar |                 | 4 min. kar         | Widzów: 2873 Sędzia główny: Andris Ansons Lassi Heikkinen Sędziowie liniowi: Tommi Niittyla Dāvis Zunde |

## Grupa B
Tabela
| Lp. | Zespół            | M | Pkt | Z | Zd | Pd | P | G+ | G- | +/− |
| --- | ----------------- | - | --- | - | -- | -- | - | -- | -- | --- |
| 1   | Finlandia         | 7 | 19  | 6 | 0  | 1  | 0 | 25 | 5  | +20 |
| 2   | Szwecja           | 7 | 18  | 5 | 1  | 1  | 0 | 27 | 10 | +17 |
| 3   | Czechy            | 7 | 13  | 4 | 0  | 1  | 2 | 19 | 13 | +6  |
| 4   | Stany Zjednoczone | 7 | 13  | 3 | 2  | 0  | 2 | 18 | 12 | +6  |
| 5   | Łotwa             | 7 | 8   | 2 | 1  | 0  | 4 | 14 | 20 | -6  |
| 6   | Austria           | 7 | 7   | 1 | 1  | 2  | 3 | 16 | 22 | -6  |
| 7   | Norwegia          | 7 | 5   | 1 | 1  | 0  | 5 | 15 | 29 | -14 |
| 8   | Wielka Brytania   | 7 | 1   | 0 | 0  | 1  | 6 | 10 | 33 | -23 |

    = awans do ćwierćfinałów     = utrzymanie w elicie     = spadek do dywizji I grupy A
Wyniki
| 13 maja 2022 | Stany Zjednoczone | 4:1 | Łotwa | Nokia Arena, Tampere |

| Szczegóły      | Szczegóły                                                                               | Szczegóły       | Szczegóły             | Szczegóły                                                                                               |
| -------------- | --------------------------------------------------------------------------------------- | --------------- | --------------------- | --- |
| Godzina: 16:20 | R. Barber (EQ) 07:11 S. Jones (PP) 10:18 T. Bordeleau (SH) 11:36 S. Lafferty (EQ) 20:33 | (3:0, 1:0, 0:1) | 41:47 (PP) A. Džeriņš | Widzów: 7938 Sędzia główny: Marian Rohatsch Kristian Vikman Sędziowie liniowi: Jonas Merten Šimon Synek |
| Godzina: 16:20 | 8 min. kar                                                                              |                 | 8 min. kar            | Widzów: 7938 Sędzia główny: Marian Rohatsch Kristian Vikman Sędziowie liniowi: Jonas Merten Šimon Synek |

| 13 maja 2022 | Finlandia | 5:0 | Norwegia | Nokia Arena, Tampere |

| Szczegóły      | Szczegóły | Szczegóły       | Szczegóły   | Szczegóły |
| -------------- | --- | --------------- | ----------- | --- |
| Godzina: 20:20 | H. Pesonen (EQ) 18:29 T. Rajala (EQ) 31:37 H. Björninen (EQ) 36:06 J. Armia (PP) 41:36 J. Sallinen (EQ) 57:56 | (1:0, 2:0, 2:0) |             | Widzów: 11413 Sędzia główny: Fraser Lawrence Mikael Nord Sędziowie liniowi: Maxime Chaput Nicolas Constantineau |
| Godzina: 20:20 | 32 min. kar                                                                                                   |                 | 36 min. kar | Widzów: 11413 Sędzia główny: Fraser Lawrence Mikael Nord Sędziowie liniowi: Maxime Chaput Nicolas Constantineau |

| 14 maja 2022 | Szwecja | 3:1 | Austria | Nokia Arena, Tampere |

| Szczegóły      | Szczegóły                                                           | Szczegóły       | Szczegóły               | Szczegóły                                                                                                   |
| -------------- | ------------------------------------------------------------------- | --------------- | ----------------------- | --- |
| Godzina: 12:20 | J. Kellman (EQ) 02:08 M. Friberg (EQ) 16:37 J. Nordström (EQ) 32:07 | (2:1, 1:0, 0:0) | 19:30 (EQ) P. Schneider | Widzów: 6993 Sędzia główny: Mads Frandsen Marian Rohatsch Sędziowie liniowi: Andreas Krøyer David Obwegeser |
| Godzina: 12:20 | 8 min. kar                                                          |                 | 8 min. kar              | Widzów: 6993 Sędzia główny: Mads Frandsen Marian Rohatsch Sędziowie liniowi: Andreas Krøyer David Obwegeser |

| 14 maja 2022 | Czechy | 5:1 | Wielka Brytania | Nokia Arena, Tampere |

| Szczegóły      | Szczegóły                                                                                                | Szczegóły       | Szczegóły          | Szczegóły |
| -------------- | --- | --------------- | ------------------ | --- |
| Godzina: 16:20 | M. Blümel (EQ) 27:09 J. Flek (EQ) 32:23 D. Jiricek (PP) 41:11 J. Černoch (EQ) 46:43 M. Blümel (EQ) 48:28 | (0:0, 2:0, 3:1) | 50:57 (EQ) B. Lake | Widzów: 6286 Sędzia główny: Miroslav Stolc Kristian Vikman Sędziowie liniowi: Nicolas Constantineau Jonas Merten |
| Godzina: 16:20 | 8 min. kar                                                                                               |                 | 8 min. kar         | Widzów: 6286 Sędzia główny: Miroslav Stolc Kristian Vikman Sędziowie liniowi: Nicolas Constantineau Jonas Merten |

| 14 maja 2022 | Łotwa | 1:2 | Finlandia | Nokia Arena, Tampere |

| Szczegóły      | Szczegóły             | Szczegóły       | Szczegóły                                     | Szczegóły                                                                                                   |
| -------------- | --------------------- | --------------- | --------------------------------------------- | --- |
| Godzina: 20:20 | R. Balcers (EQ) 08:52 | (1:0, 0:1, 0:1) | 30:52 (PP) S. Manninen 57:08 (PP) M. Granlund | Widzów: 11483 Sędzia główny: Jeff Ingram Sean MacFarlane Sędziowie liniowi: Nick Briganti Nathan van Oosten |
| Godzina: 20:20 | 6 min. kar            |                 | 4 min. kar                                    | Widzów: 11483 Sędzia główny: Jeff Ingram Sean MacFarlane Sędziowie liniowi: Nick Briganti Nathan van Oosten |

| 15 maja 2022 | Norwegia | 4:3 pk. | Wielka Brytania | Nokia Arena, Tampere |

| Szczegóły      | Szczegóły                                                                           | Szczegóły                 | Szczegóły                                                         | Szczegóły                                                                                                   |
| -------------- | ----------------------------------------------------------------------------------- | ------------------------- | ----------------------------------------------------------------- | --- |
| Godzina: 12:20 | A. Klavestad (EQ) 16:13 M. Olimb (PP) 26:35 M. Olimb (PP) 35:19 M. Haga (GWG) 65:00 | (1:0, 2:0, 0:3, 0:0, 1:0) | 52:51 (EQ) R. Dowd 53:29 (EQ) B. Perlini 56:09 (EQ) M. Richardson | Widzów: 4651 Sędzia główny: Mads Frandsen Fraser Lawrence Sędziowie liniowi: Andreas Krøyer David Obwegeser |
| Godzina: 12:20 | 4 min. kar                                                                          |                           | 10 min. kar                                                       | Widzów: 4651 Sędzia główny: Mads Frandsen Fraser Lawrence Sędziowie liniowi: Andreas Krøyer David Obwegeser |

| 15 maja 2022 | Austria | 2:3 pd. | Stany Zjednoczone | Nokia Arena, Tampere |

| Szczegóły      | Szczegóły                                 | Szczegóły            | Szczegóły                                                         | Szczegóły                                                                                                 |
| -------------- | ----------------------------------------- | -------------------- | ----------------------------------------------------------------- | --- |
| Godzina: 16:20 | B. Nissner (EQ) 14:25 P. Huber (EQ) 34:26 | (1:0, 1:1, 0:1, 0:1) | 34:43 (EQ) K. Bellows 48:43 (PP) A. Gaudette 63:07 (EQ) L. Hughes | Widzów: 4228 Sędzia główny: Mikael Nord Miroslav Stolc Sędziowie liniowi: Maxime Chaput Nathan van Oosten |
| Godzina: 16:20 | 8 min. kar                                |                      | 6 min. kar                                                        | Widzów: 4228 Sędzia główny: Mikael Nord Miroslav Stolc Sędziowie liniowi: Maxime Chaput Nathan van Oosten |

| 15 maja 2022 | Czechy | 3:5 | Szwecja | Nokia Arena, Tampere |

| Szczegóły      | Szczegóły                                                         | Szczegóły       | Szczegóły | Szczegóły                                                                                            |
| -------------- | ----------------------------------------------------------------- | --------------- | --- | --- |
| Godzina: 20:20 | D. Krejčí (EQ) 06:03 T. Kundrátek (PP) 37:36 M. Blümel (EQ) 45:19 | (1:1, 1:3, 1:1) | 19:24 (PP) R. Asplund 22:47 (PP2) E. Bemström 25:50 (EQ) M. Bromé 28:52 (EQ) R. Asplund 44:50 (EQ) A. Bengtsson | Widzów: 6089 Sędzia główny: Jeff Ingram Sean MacFarlane Sędziowie liniowi: Nick Briganti Šimon Synek |
| Godzina: 20:20 | 12 min. kar                                                       |                 | 8 min. kar | Widzów: 6089 Sędzia główny: Jeff Ingram Sean MacFarlane Sędziowie liniowi: Nick Briganti Šimon Synek |

| 16 maja 2022 | Łotwa | 3:2 | Norwegia | Nokia Arena, Tampere |

| Szczegóły      | Szczegóły                                                           | Szczegóły       | Szczegóły                                          | Szczegóły |
| -------------- | ------------------------------------------------------------------- | --------------- | -------------------------------------------------- | --- |
| Godzina: 16:20 | R. Ābols (EQ) 14:04 N. Jeļisejevs (PP2) 27:16 R. Bukarts (EQ) 33:00 | (1:1, 2:0, 0:1) | 18:41 (EQ) M. Rosseli Olsen 47:12 (EQ) M. Krogdahl | Widzów: 8510 Sędzia główny: Mads Frandsen Kristian Vikman Sędziowie liniowi: Nicolas Constantineau Andreas Krøyer |
| Godzina: 16:20 | 4 min. kar                                                          |                 | 35 min. kar                                        | Widzów: 8510 Sędzia główny: Mads Frandsen Kristian Vikman Sędziowie liniowi: Nicolas Constantineau Andreas Krøyer |

| 16 maja 2022 | Finlandia | 4:1 | Stany Zjednoczone | Nokia Arena, Tampere |

| Szczegóły      | Szczegóły                                                                                   | Szczegóły       | Szczegóły                | Szczegóły                                                                                                  |
| -------------- | ------------------------------------------------------------------------------------------- | --------------- | ------------------------ | --- |
| Godzina: 20:20 | M. Granlund (PP) 17:20 V. Filppula (PP) 24:42 S. Manninen (PP) 25:36 M. Lehtonen (EQ) 30:50 | (1:0, 3:0, 0:1) | 58:22 (EQ) A. Galchenyuk | Widzów: 11555 Sędzia główny: Mikael Nord Marian Rohatsch Sędziowie liniowi: Jonas Merten Nathan van Oosten |
| Godzina: 20:20 | 14 min. kar                                                                                 |                 | 41 min. kar              | Widzów: 11555 Sędzia główny: Mikael Nord Marian Rohatsch Sędziowie liniowi: Jonas Merten Nathan van Oosten |

| 17 maja 2022 | Czechy | 1:2 pk. | Austria | Nokia Arena, Tampere |

| Szczegóły      | Szczegóły              | Szczegóły                       | Szczegóły                                     | Szczegóły |
| -------------- | ---------------------- | ------------------------------- | --------------------------------------------- | --- |
| Godzina: 16:20 | R. Červenka (PP) 17:59 | (1:0, 0:0, 0:1, d. 0:0, k. 0:1) | 59:22 (EQ) B. Lebler 65:00 (GWG) P. Schneider | Widzów: 3264 Sędzia główny: Mads Frandsen Mikael Nord Sędziowie liniowi: Nicolas Constantineau Andreas Krøyer |
| Godzina: 16:20 | 4 min. kar             |                                 | 4 min. kar                                    | Widzów: 3264 Sędzia główny: Mads Frandsen Mikael Nord Sędziowie liniowi: Nicolas Constantineau Andreas Krøyer |

| 17 maja 2022 | Szwecja | 6:0 | Wielka Brytania | Nokia Arena, Tampere |

| Szczegóły      | Szczegóły | Szczegóły       | Szczegóły   | Szczegóły                                                                                               |
| -------------- | --- | --------------- | ----------- | --- |
| Godzina: 20:20 | R. Asplund (EQ) 00:13 J. Nordström (EQ) 07:43 A. Bengtsson (EQ) 10:24 R. Dahlin (EQ) 13:09 R. Asplund (PP) 19:55 A. Bengtsson (EQ) 53:09 | (5:0, 0:0, 1:0) |             | Widzów: 3012 Sędzia główny: Fraser Lawrence Marian Rohatsch Sędziowie liniowi: Jonas Merten Šimon Synek |
| Godzina: 20:20 | 4 min. kar |                 | 10 min. kar | Widzów: 3012 Sędzia główny: Fraser Lawrence Marian Rohatsch Sędziowie liniowi: Jonas Merten Šimon Synek |

| 18 maja 2022 | Norwegia | 5:3 | Austria | Nokia Arena, Tampere |

| Szczegóły      | Szczegóły | Szczegóły       | Szczegóły                                                           | Szczegóły                                                                                                   |
| -------------- | --- | --------------- | ------------------------------------------------------------------- | --- |
| Godzina: 16:20 | M. Rosseli Olsen (SH) 07:33 A. Martinsen (EQ) 20:55 M. Røymark (EQ) 31:44 M. Rosseli Olsen (PP2) 47:32 M. Rønnild (EQ) 59:47 | (1:1, 2:1, 2:1) | 06:48 (PP) D. Heinrich 26:54 (PP) L. Haudum 56:12 (PP) P. Schneider | Widzów: 6137 Sędzia główny: Fraser Lawrence Miroslav Stolc Sędziowie liniowi: Maxime Chaput David Obwegeser |
| Godzina: 16:20 | 14 min. kar |                 | 33 min. kar                                                         | Widzów: 6137 Sędzia główny: Fraser Lawrence Miroslav Stolc Sędziowie liniowi: Maxime Chaput David Obwegeser |

| 18 maja 2022 | Finlandia | 2:3 pk. | Szwecja | Nokia Arena, Tampere |

| Szczegóły      | Szczegóły                                    | Szczegóły                 | Szczegóły                                                           | Szczegóły                                                                                                   |
| -------------- | -------------------------------------------- | ------------------------- | ------------------------------------------------------------------- | --- |
| Godzina: 20:20 | M. Lehtonen (EQ) 23:38 S. Vatanen (EQ) 25:39 | (0:1, 2:0, 0:1, 0:0, 0:1) | 11:38 (EQ) A. Larsson 46:38 (EQ) J. Kellman 65:00 (GWG) E. Bemström | Widzów: 11695 Sędzia główny: Jeff Ingram Sean MacFarlane Sędziowie liniowi: Nick Briganti Nathan van Oosten |
| Godzina: 20:20 | 4 min. kar                                   |                           | 6 min. kar                                                          | Widzów: 11695 Sędzia główny: Jeff Ingram Sean MacFarlane Sędziowie liniowi: Nick Briganti Nathan van Oosten |

| 19 maja 2022 | Wielka Brytania | 0:3 | Stany Zjednoczone | Nokia Arena, Tampere |

| Szczegóły      | Szczegóły   | Szczegóły       | Szczegóły                                                        | Szczegóły                                                                                          |
| -------------- | ----------- | --------------- | ---------------------------------------------------------------- | -------------------------------------------------------------------------------------------------- |
| Godzina: 16:20 |             | (0:0, 0:1, 0:2) | 28:20 (EQ) B. Meyers 40:58 (PP) K. Bellows 43:41 (PP) K. Bellows | Widzów: 4506 Sędzia główny: Jeff Ingram Miroslav Stolc Sędziowie liniowi: Jonas Merten Šimon Synek |
| Godzina: 16:20 | 10 min. kar |                 | 12 min. kar                                                      | Widzów: 4506 Sędzia główny: Jeff Ingram Miroslav Stolc Sędziowie liniowi: Jonas Merten Šimon Synek |

| 19 maja 2022 | Czechy | 5:1 | Łotwa | Nokia Arena, Tampere |

| Szczegóły      | Szczegóły | Szczegóły       | Szczegóły           | Szczegóły |
| -------------- | --- | --------------- | ------------------- | --- |
| Godzina: 20:20 | H. Zohorna (EQ) 04:02 R. Červenka (PP) 04:58 M. Špaček (EQ) 06:41 T. Hertl (EQ) 16:30 D. Pastrňák (EQ) 18:56 | (5:0, 0:0, 0:1) | 41:01 (EQ) A. Kulda | Widzów: 5711 Sędzia główny: Fraser Lawrence Sean MacFarlane Sędziowie liniowi: Andreas Krøyer David Obwegeser |
| Godzina: 20:20 | 6 min. kar                                                                                                   |                 | 6 min. kar          | Widzów: 5711 Sędzia główny: Fraser Lawrence Sean MacFarlane Sędziowie liniowi: Andreas Krøyer David Obwegeser |

| 20 maja 2022 | Wielka Brytania | 0:6 | Finlandia | Nokia Arena, Tampere |

| Szczegóły      | Szczegóły  | Szczegóły       | Szczegóły | Szczegóły                                                                                               |
| -------------- | ---------- | --------------- | --- | --- |
| Godzina: 16:20 |            | (0:2, 0:2, 0:2) | 06:48 (EQ) N. Friman 11:38 (EQ) J. Hietanen 26:40 (EQ) V. Filppula 28:27 (EQ) J. Armia 49:01 (EQ) S. Mäenalanen 55:42 (PP) T. Rajala | Widzów: 11502 Sędzia główny: Pierre Dehaen Mads Frandsen Sędziowie liniowi: Nick Briganti Elias Seewald |
| Godzina: 16:20 | 4 min. kar |                 | 2 min. kar | Widzów: 11502 Sędzia główny: Pierre Dehaen Mads Frandsen Sędziowie liniowi: Nick Briganti Elias Seewald |

| 20 maja 2022 | Łotwa | 4:3 pk. | Austria | Nokia Arena, Tampere |

| Szczegóły      | Szczegóły                                                                                   | Szczegóły                 | Szczegóły                                                         | Szczegóły                                                                                           |
| -------------- | ------------------------------------------------------------------------------------------- | ------------------------- | ----------------------------------------------------------------- | --------------------------------------------------------------------------------------------------- |
| Godzina: 20:20 | R. Balcers (EQ) 25:36 R. Bukarts (PP) 29:50 R. Balcers (EQ) 35:40 N. Jeļisejevs (GWG) 65:00 | (0:0, 3:2, 0:1, 0:0, 1:0) | 21:10 (EQ) B. Nissner 31:24 (PP2) D. Heinrich 46:21 (EQ) T. Raffl | Widzów: 8516 Sędzia główny: Mikael Nord Miroslav Stolc Sędziowie liniowi: Maxime Chaput Šimon Synek |
| Godzina: 20:20 | 10 min. kar                                                                                 |                           | 10 min. kar                                                       | Widzów: 8516 Sędzia główny: Mikael Nord Miroslav Stolc Sędziowie liniowi: Maxime Chaput Šimon Synek |

| 21 maja 2022 | Stany Zjednoczone | 3:2 pd. | Szwecja | Nokia Arena, Tampere |

| Szczegóły      | Szczegóły                                                           | Szczegóły            | Szczegóły                                     | Szczegóły |
| -------------- | ------------------------------------------------------------------- | -------------------- | --------------------------------------------- | --- |
| Godzina: 12:20 | A. Gaudette (EQ) 07:50 N. Schmidt (PP) 38:58 A. Gaudette (EQ) 64:48 | (1:1, 1:0, 0:1, 1:0) | 02:28 (EQ) R. Dahlin 46:56 (EQ) C. Grundstrom | Widzów: 8304 Sędzia główny: Fraser Lawrence Peter Stano Sędziowie liniowi: David Obwegeser Nathan van Oosten |
| Godzina: 12:20 | 6 min. kar                                                          |                      | 6 min. kar                                    | Widzów: 8304 Sędzia główny: Fraser Lawrence Peter Stano Sędziowie liniowi: David Obwegeser Nathan van Oosten |

| 21 maja 2022 | Austria | 0:3 | Finlandia | Nokia Arena, Tampere |

| Szczegóły      | Szczegóły  | Szczegóły       | Szczegóły                                                          | Szczegóły                                                                                           |
| -------------- | ---------- | --------------- | ------------------------------------------------------------------ | --------------------------------------------------------------------------------------------------- |
| Godzina: 16:20 |            | (0:1, 0:1, 0:1) | 01:45 (EQ) V. Filppula 24:10 (EQ) M. Granlund 47:39 (EQ) T. Rajala | Widzów: 11573 Sędzia główny: Jeff ingram Mikael Nord Sędziowie liniowi: Nick Briganti Maxime Chaput |
| Godzina: 16:20 | 6 min. kar |                 | 2 min. kar                                                         | Widzów: 11573 Sędzia główny: Jeff ingram Mikael Nord Sędziowie liniowi: Nick Briganti Maxime Chaput |

| 21 maja 2022 | Norwegia | 1:4 | Czechy | Nokia Arena, Tampere |

| Szczegóły      | Szczegóły          | Szczegóły       | Szczegóły                                                                                    | Szczegóły                                                                                                  |
| -------------- | ------------------ | --------------- | -------------------------------------------------------------------------------------------- | --- |
| Godzina: 20:20 | L. Hoff (PP) 44:27 | (0:1, 0:1, 1:2) | 06:26 (PP) D. Pastrňák 22:21 (PP) J. Vrána 40:48 (PS) D. Pastrňák 58:34 (EQ)(EN) R. Červenka | Widzów: 6015 Sędzia główny: Mads Frandsen Sean MacFarlane Sędziowie liniowi: Tommi Niittyla Emil Yletyinen |
| Godzina: 20:20 | 8 min. kar         |                 | 10 min. kar                                                                                  | Widzów: 6015 Sędzia główny: Mads Frandsen Sean MacFarlane Sędziowie liniowi: Tommi Niittyla Emil Yletyinen |

| 22 maja 2022 | Wielka Brytania | 3:4 | Łotwa | Nokia Arena, Tampere |

| Szczegóły      | Szczegóły                                                      | Szczegóły       | Szczegóły                                                                          | Szczegóły                                                                                              |
| -------------- | -------------------------------------------------------------- | --------------- | ---------------------------------------------------------------------------------- | --- |
| Godzina: 16:20 | B. Perlini (PP) 05:24 C. Neilson (EQ) 12:16 L. Hook (EQ) 26:24 | (2:0, 1:2, 0:2) | 24:27 (EQ) O. Batņa 34:34 (PP) J. Jaks 51:49 (PP) R. Bukarts 53:11 (PP) A. Džeriņš | Widzów: 4860 Sędzia główny: Pierre Dehaen Sean MacFarlane Sędziowie liniowi: Elias Seewald Šimon Synek |
| Godzina: 16:20 | 14 min. kar                                                    |                 | 10 min. kar                                                                        | Widzów: 4860 Sędzia główny: Pierre Dehaen Sean MacFarlane Sędziowie liniowi: Elias Seewald Šimon Synek |

| 22 maja 2022 | Szwecja | 7:1 | Norwegia | Nokia Arena, Tampere |

| Szczegóły      | Szczegóły | Szczegóły       | Szczegóły             | Szczegóły                                                                                            |
| -------------- | --- | --------------- | --------------------- | --- |
| Godzina: 20:20 | J. Petterson (PP) 11:48 W. Nylander (PP) 27:43 J. Petterson (EQ) 28:47 R. Asplund (EQ) 31:38 L. Wallmark (PP) 37:33 M. Friberg (EQ) 43:13 R. Asplund (PP) 49:57 | (1:0, 4:0, 2:1) | 40:44 (EQ) T. Fladeby | Widzów: 3707 Sędzia główny: Andris Ansons Robin Šír Sędziowie liniowi: Nick Briganti David Obwegeser |
| Godzina: 20:20 | 8 min. kar |                 | 10 min. kar           | Widzów: 3707 Sędzia główny: Andris Ansons Robin Šír Sędziowie liniowi: Nick Briganti David Obwegeser |

| 23 maja 2022 | Stany Zjednoczone | 0:1 | Czechy | Nokia Arena, Tampere |

| Szczegóły      | Szczegóły  | Szczegóły       | Szczegóły            | Szczegóły                                                                                                  |
| -------------- | ---------- | --------------- | -------------------- | --- |
| Godzina: 16:20 |            | (0:1, 0:0, 0:0) | 07:53 (EQ) M. Blümel | Widzów: 5270 Sędzia główny: Lassi Heikkinen Jeff Ingram Sędziowie liniowi: Maxime Chaput Nathan van Oosten |
| Godzina: 16:20 | 7 min. kar |                 | 6 min. kar           | Widzów: 5270 Sędzia główny: Lassi Heikkinen Jeff Ingram Sędziowie liniowi: Maxime Chaput Nathan van Oosten |

| 23 maja 2022 | Austria | 5:3 | Wielka Brytania | Nokia Arena, Tampere |

| Szczegóły      | Szczegóły | Szczegóły       | Szczegóły                                                    | Szczegóły                                                                                             |
| -------------- | --- | --------------- | ------------------------------------------------------------ | --- |
| Godzina: 20:20 | A. Wukovitz (PP) 44:51 D. Heinrich (EQ) 47:28 B. Nissner (EQ) 51:26 T. Raffl (EQ) 58:54 P. Schneider (EQ)(EN) 59:16 | (0:1, 0:1, 5:1) | 19:00 (PP) m. Myers 21:57 (EQ) R. Dowd 46:19 (EQ) C. Neilson | Widzów: 3321 Sędzia główny: Mads Frandsen Mikael Nord Sędziowie liniowi: Jonas Merten David Obwegeser |
| Godzina: 20:20 | 6 min. kar |                 | 2 min. kar                                                   | Widzów: 3321 Sędzia główny: Mads Frandsen Mikael Nord Sędziowie liniowi: Jonas Merten David Obwegeser |

| 24 maja 2022 | Szwecja | 1:0 | Łotwa | Nokia Arena, Tampere |

| Szczegóły      | Szczegóły              | Szczegóły       | Szczegóły  | Szczegóły                                                                                                 |
| -------------- | ---------------------- | --------------- | ---------- | --- |
| Godzina: 12:20 | W. Nylander (PP) 34:54 | (0:0, 1:0, 0:0) |            | Widzów: 5560 Sędzia główny: Mads Frandsen Roy Stian Hansen Sędziowie liniowi: Andreas Krøyer Jonas Merten |
| Godzina: 12:20 | 6 min. kar             |                 | 4 min. kar | Widzów: 5560 Sędzia główny: Mads Frandsen Roy Stian Hansen Sędziowie liniowi: Andreas Krøyer Jonas Merten |

| 24 maja 2022 | Stany Zjednoczone | 4:2 | Norwegia | Nokia Arena, Tampere |

| Szczegóły      | Szczegóły                                                                                | Szczegóły       | Szczegóły                                     | Szczegóły                                                                                            |
| -------------- | ---------------------------------------------------------------------------------------- | --------------- | --------------------------------------------- | --- |
| Godzina: 16:20 | R. Hartman (EQ) 03:45 M. Boldy (EQ) 07:20 B. Meyers (EQ) 28:05 S. Farrell (EQ)(EN) 59:20 | (2:0, 1:1, 1:1) | 22:43 (EQ) A. Martinsen 41:59 (EQ) D. Rokseth | Widzów: 5435 Sędzia główny: Jeff Ingram Fraser Lawrence Sędziowie liniowi: Maxime Chaput Šimon Synek |
| Godzina: 16:20 | 4 min. kar                                                                               |                 | 4 min. kar                                    | Widzów: 5435 Sędzia główny: Jeff Ingram Fraser Lawrence Sędziowie liniowi: Maxime Chaput Šimon Synek |

| 24 maja 2022 | Finlandia | 3:0 | Czechy | Nokia Arena, Tampere |

| Szczegóły      | Szczegóły                                                       | Szczegóły       | Szczegóły  | Szczegóły                                                                                           |
| -------------- | --------------------------------------------------------------- | --------------- | ---------- | --------------------------------------------------------------------------------------------------- |
| Godzina: 20:20 | J. Armia (EQ) 09:31 S. Manninen (PP) 16:17 T. Rajala (EQ) 35:34 | (2:0, 1:0, 0:0) |            | Widzów: 11673 Sędzia główny: Mikael Nord Miroslav Stolc Sędziowie liniowi: Nick Briganti Jake Davis |
| Godzina: 20:20 | 4 min. kar                                                      |                 | 6 min. kar | Widzów: 11673 Sędzia główny: Mikael Nord Miroslav Stolc Sędziowie liniowi: Nick Briganti Jake Davis |

## Drużyny zakwalifikowane do fazy pucharowej
| Grupa | Pierwsze miejsce | Drugie miejsce | Trzecie miejsce | Czwarte miejsce   |
| ----- | ---------------- | -------------- | --------------- | ----------------- |
| A     | Szwajcaria       | Niemcy         | Kanada          | Słowacja          |
| B     | Finlandia        | Szwecja        | Czechy          | Stany Zjednoczone |

## Faza pucharowa
|  |                         |                   |                        |                        |       |                   |                        |                        |                        |                        |                   |       |       |
|  | Ćwierćfinały            | Ćwierćfinały      | Ćwierćfinały           |                        |       | Półfinały         | Półfinały              | Półfinały              |                        |                        | Finał             | Finał | Finał |
|  | Ćwierćfinały            | Ćwierćfinały      | Ćwierćfinały           |                        |       | Półfinały         | Półfinały              | Półfinały              |                        |                        | Finał             | Finał | Finał |
|  | 26 maja 2022 – Helsinki |                   |                        |                        |       |                   |                        |                        |                        |                        |                   |       |       |
|  |                         |                   |                        |                        |       |                   |                        |                        |                        |                        |                   |       |       |
|  | Niemcy                  | Niemcy            | 1                      |                        |       |                   |                        |                        |                        |                        |                   |       |       |
|  | Niemcy                  | Niemcy            | 1                      | 28 maja 2022 – Tampere |       |                   |                        |                        |                        |                        |                   |       |       |
|  | Czechy                  | Czechy            | 4                      |                        |       |                   |                        |                        |                        |                        |                   |       |       |
|  | Czechy                  | Czechy            | 4                      |                        |       | Czechy            | Czechy                 | 1                      |                        |                        |                   |       |       |
|  | 26 maja 2022 – Tampere  |                   |                        |                        |       | Czechy            | Czechy                 | 1                      |                        |                        |                   |       |       |
|  |                         |                   | Kanada                 | Kanada                 | 6     |                   |                        |                        |                        |                        |                   |       |       |
|  | Szwecja                 | Szwecja           | Kanada                 | Kanada                 | 6     | 3                 |                        |                        |                        |                        |                   |       |       |
|  | Szwecja                 | Szwecja           |                        |                        |       | 3                 | 29 maja 2022 – Tampere |                        |                        |                        |                   |       |       |
|  | Kanada                  | Kanada            | 4 pd.                  |                        |       |                   |                        |                        |                        |                        |                   |       |       |
|  | Kanada                  | Kanada            | 4 pd.                  |                        |       | Kanada            | Kanada                 | 3                      |                        |                        |                   |       |       |
|  | 26 maja 2022 – Helsinki |                   |                        |                        |       | Kanada            | Kanada                 | 3                      |                        |                        |                   |       |       |
|  |                         |                   | Finlandia              | Finlandia              | 4 pd. |                   |                        |                        |                        |                        |                   |       |       |
|  | Szwajcaria              | Szwajcaria        | Finlandia              | Finlandia              | 4 pd. | 0                 |                        |                        |                        |                        |                   |       |       |
|  | Szwajcaria              | Szwajcaria        | 28 maja 2022 – Tampere |                        |       | 0                 |                        |                        |                        |                        |                   |       |       |
|  | Stany Zjednoczone       | Stany Zjednoczone | 3                      |                        |       |                   |                        |                        |                        |                        |                   |       |       |
|  | Stany Zjednoczone       | Stany Zjednoczone | 3                      |                        |       | Stany Zjednoczone | Stany Zjednoczone      | 3                      | Mecz o 3. miejsce      | Mecz o 3. miejsce      | Mecz o 3. miejsce |       |       |
|  | 26 maja 2022 – Tampere  |                   |                        |                        |       | Stany Zjednoczone | Stany Zjednoczone      | 3                      | Mecz o 3. miejsce      | Mecz o 3. miejsce      | Mecz o 3. miejsce |       |       |
|  |                         |                   | Finlandia              | Finlandia              | 4     |                   |                        | 29 maja 2022 – Tampere | 29 maja 2022 – Tampere | 29 maja 2022 – Tampere |                   |       |       |
|  | Finlandia               | Finlandia         | Finlandia              | Finlandia              | 4     | 4                 |                        | 29 maja 2022 – Tampere | 29 maja 2022 – Tampere | 29 maja 2022 – Tampere |                   |       |       |
|  | Finlandia               | Finlandia         |                        |                        |       |                   |                        | Czechy                 | Czechy                 | 8                      |                   |       |       |
|  | Słowacja                | Słowacja          | 2                      |                        |       |                   |                        |                        | Czechy                 | 8                      |                   |       |       |
|  | Słowacja                | Słowacja          | 2                      |                        |       |                   |                        | Stany Zjednoczone      | Stany Zjednoczone      | 4                      |                   |       |       |
|  |                         |                   |                        |                        |       |                   |                        |                        | Stany Zjednoczone      | 4                      |                   |       |       |

^ – zwycięstwo w dogrywce / rzutach karnych

### Ćwierćfinały
| 26 maja 2022 | Niemcy | 1:4 | Czechy | Helsinki Ice Hall, Helsinki |

| Szczegóły      | Szczegóły                | Szczegóły       | Szczegóły                                                                                    | Szczegóły                                                                                           |
| -------------- | ------------------------ | --------------- | -------------------------------------------------------------------------------------------- | --------------------------------------------------------------------------------------------------- |
| Godzina: 16:20 | M. Seider (EQ)(EA) 53:48 | (0:2, 0:1, 1:1) | 02:17 (PP) D. Pastrňák 10:04 (PP) R. Červenka 32:10 (PP) D. Krejčí 58:10 (EQ)(EN) J. Smejkal | Widzów: 4290 Sędzia główny: Mikael Nord Miroslav Stolc Sędziowie liniowi: Maxime Chaput Šimon Synek |
| Godzina: 16:20 | 8 min. kar               |                 | 6 min. kar                                                                                   | Widzów: 4290 Sędzia główny: Mikael Nord Miroslav Stolc Sędziowie liniowi: Maxime Chaput Šimon Synek |

| 26 maja 2022 | Szwecja | 3:4 pd. | Kanada | Nokia Arena, Tampere |

| Szczegóły      | Szczegóły                                                            | Szczegóły            | Szczegóły                                                                                         | Szczegóły                                                                                             |
| -------------- | -------------------------------------------------------------------- | -------------------- | ------------------------------------------------------------------------------------------------- | --- |
| Godzina: 16:20 | C. Klingberg (EQ) 01:27 W. Nylander (EQ) 07:04 M. Friberg (EQ) 28:23 | (2:0, 1:0, 0:3, 0:1) | 41:21 (EQ) R. Graves 58:07 (PP)(EA) P.-L. Dubois 58:37 (EQ)(EA) M. Barzal 60:43 (PP) D. Batherson | Widzów: 8576 Sędzia główny: Lassi Heikkinen Jake Rekucki Sędziowie liniowi: Hannu Sormunen Špůr Josef |
| Godzina: 16:20 | 6 min. kar                                                           |                      | 10 min. kar                                                                                       | Widzów: 8576 Sędzia główny: Lassi Heikkinen Jake Rekucki Sędziowie liniowi: Hannu Sormunen Špůr Josef |

| 26 maja 2022 | Szwajcaria | 0:3 | Stany Zjednoczone | Helsinki Ice Hall, Helsinki |

| Szczegóły      | Szczegóły  | Szczegóły       | Szczegóły                                                        | Szczegóły                                                                                                  |
| -------------- | ---------- | --------------- | ---------------------------------------------------------------- | --- |
| Godzina: 20:20 |            | (0:2, 0:0, 0:1) | 11:59 (PP) B. Meyers 16:42 (EQ) A. Gaudette 54:06 (EQ) L. Genoni | Widzów: 3727 Sędzia główny: Andris Ansons Linus Öhlund Sędziowie liniowi: Andreas Krøyer Nathan van Oosten |
| Godzina: 20:20 | 2 min. kar |                 | 4 min. kar                                                       | Widzów: 3727 Sędzia główny: Andris Ansons Linus Öhlund Sędziowie liniowi: Andreas Krøyer Nathan van Oosten |

| 26 maja 2022 | Finlandia | 4:2 | Słowacja | Nokia Arena, Tampere |

| Szczegóły      | Szczegóły                                                                                       | Szczegóły       | Szczegóły                                  | Szczegóły                                                                                                 |
| -------------- | ----------------------------------------------------------------------------------------------- | --------------- | ------------------------------------------ | --- |
| Godzina: 20:20 | M. Anttila (EQ) 18:27 M. Anttila (EQ) 23:44 S. Manninen (EQ) 44:01 S. Mäenalanen (EQ(EN)) 59:59 | (1:2, 1:0, 2:0) | 08:17 (EQ) A. Sýkora 15:16 (EQ) P. Regenda | Widzów: 11341 Sędzia główny: Fraser Lawrence Sean MacFarlane Sędziowie liniowi: Jake Davis Emil Yletyinen |
| Godzina: 20:20 | 4 min. kar                                                                                      |                 | 2 min. kar                                 | Widzów: 11341 Sędzia główny: Fraser Lawrence Sean MacFarlane Sędziowie liniowi: Jake Davis Emil Yletyinen |

### Półfinały
| 28 maja 2022 | Finlandia | 4:3 | Stany Zjednoczone | Nokia Arena, Tampere |

| Szczegóły      | Szczegóły                                                                                | Szczegóły       | Szczegóły                                                              | Szczegóły                                                                                              |
| -------------- | ---------------------------------------------------------------------------------------- | --------------- | ---------------------------------------------------------------------- | --- |
| Godzina: 14:20 | M. Heiskanen (EQ) 16:53 S. Manninen (PP) 24:11 S. Vatanen (EQ) 29:40 J. Armia (EQ) 45:03 | (1:1, 2:1, 1:1) | 01:04 (EQ) N. Schmidt 26:52 (EQ) S. Farrel 57:09 (EQ) (EA) A. Gaudette | Widzów: 11055 Sędzia główny: Mikael Nord Linus Öhlund Sędziowie liniowi: Šimon Synek Nathan van Oosten |
| Godzina: 14:20 | 2 min. kar                                                                               |                 | 6 min. kar                                                             | Widzów: 11055 Sędzia główny: Mikael Nord Linus Öhlund Sędziowie liniowi: Šimon Synek Nathan van Oosten |

| 28 maja 2022 | Kanada | 6:1 | Czechy | Nokia Arena, Tampere |

| Szczegóły      | Szczegóły | Szczegóły       | Szczegóły            | Szczegóły                                                                                                |
| -------------- | --- | --------------- | -------------------- | --- |
| Godzina: 18:20 | D. Cozens (EQ) 19:27 A. Lowry (PP) 27:33 K. Johnson (EQ) 28:54 M. Barzal (PP) 30:52 C. Sillinger (EQ) 43:56 D. Cozens (EQ) 52:50 | (1:1, 3:0, 2:0) | 07:07 (PP) D. Krejčí | Widzów: 9047 Sędzia główny: Lassi Heikkinen Jake Rekucki Sędziowie liniowi: Nick Briganti Hannu Sormunen |
| Godzina: 18:20 | 8 min. kar |                 | 8 min. kar           | Widzów: 9047 Sędzia główny: Lassi Heikkinen Jake Rekucki Sędziowie liniowi: Nick Briganti Hannu Sormunen |

### Mecz o trzecie miejsce
| 29 maja 2022 | Czechy | 8:4 | Stany Zjednoczone | Nokia Arena, Tampere |

| Szczegóły      | Szczegóły | Szczegóły       | Szczegóły                                                                                 | Szczegóły |
| -------------- | --- | --------------- | ----------------------------------------------------------------------------------------- | --- |
| Godzina: 15:20 | J. Černoch (EQ) 15:19 J. Smejkal (EQ) 32:12 D. Pastrňák (EQ) 40:51 R. Červenka (EQ) 42:29 D. Pastrňák (EQ) 43:37 D. Kämpf (SH) 54:42 D. Kämpf (EQ) (EN) 58:08 D. Pastrňák (PP) 59:23 | (1:3, 1:0, 6:1) | 09:33 (EQ) K. Kuhlman 12:14 (PP) A. Gaudette 19:47 (SH) K. Kuhlman 58:41 (EQ) T. Bordeleu | Widzów: 9737 Sędzia główny: Lassi Heikkinen Fraser Lawrence Sędziowie liniowi: Hannu Sormunen Nathan van Oosten |
| Godzina: 15:20 | 6 min. kar |                 | 8 min. kar                                                                                | Widzów: 9737 Sędzia główny: Lassi Heikkinen Fraser Lawrence Sędziowie liniowi: Hannu Sormunen Nathan van Oosten |

### Finał
| 29 maja 2022 | Finlandia | 4:3 pd. | Kanada | Nokia Arena, Tampere |

| Szczegóły      | Szczegóły                                                                                 | Szczegóły            | Szczegóły                                                                     | Szczegóły                                                                                          |
| -------------- | ----------------------------------------------------------------------------------------- | -------------------- | ----------------------------------------------------------------------------- | -------------------------------------------------------------------------------------------------- |
| Godzina: 20:20 | M. Granlund (PP2) 44:13 M. Granlund (PP) 45:57 J. Armia (EQ) 54:04 S. Manninen (PP) 66:42 | (0:0, 0:1, 3:2, 1:0) | 24:00 (PP) D. Cozens 57:48 (EQ) (EA) Z. Whitecloud 58:36 (EQ) (EA) M. Comtois | Widzów: 11487 Sędzia główny: Mikael Nord Linus Öhlund Sędziowie liniowi: Nick Briganti Šimon Synek |
| Godzina: 20:20 | 4 min. kar                                                                                |                      | 10 min. kar                                                                   | Widzów: 11487 Sędzia główny: Mikael Nord Linus Öhlund Sędziowie liniowi: Nick Briganti Šimon Synek |

## Statystyki
Stan po zakończeniu turnieju.

### Zawodnicy z pola
| Lp. | Zawodnik          | Mecze | Gole |
| --- | ----------------- | ----- | ---- |
| 1.  | David Pastrňák    | 7     | 7    |
| 2.  | Dylan Cozens      | 10    | 7    |
| 2.  | Pierre-Luc Dubois | 10    | 7    |
| 4.  | Rasmus Asplund    | 8     | 6    |
| 5.  | Adam Gaudette     | 10    | 6    |
| 5.  | Sakari Manninen   | 10    | 6    |

| Lp. | Zawodnik         | Mecze | Asysty |
| --- | ---------------- | ----- | ------ |
| 1.  | Roman Červenka   | 10    | 12     |
| 2.  | Drake Batherson  | 10    | 11     |
| 3.  | Mikko Lehtonen   | 10    | 10     |
| 4.  | David Krejčí     | 10    | 9      |
| 5.  | Markus Lauridsen | 7     | 7      |

| Lp. | Zawodnik          | Mecze | Gole | As. | Pkt |
| --- | ----------------- | ----- | ---- | --- | --- |
| 1.  | Roman Červenka    | 10    | 5    | 12  | 17  |
| 2.  | Drake Batherson   | 10    | 3    | 11  | 14  |
| 3.  | Dylan Cozens      | 10    | 7    | 6   | 13  |
| 3.  | Pierre-Luc Dubois | 10    | 7    | 6   | 13  |
| 5.  | Denis Malgin      | 8     | 5    | 7   | 12  |
| 6.  | David Krejčí      | 10    | 3    | 9   | 12  |
| 7.  | Mikko Lehtonen    | 10    | 2    | 10  | 12  |

| Lp. | Zawodnik           | Mecze | +/− |
| --- | ------------------ | ----- | --- |
| 1.  | Dylan Cozens       | 10    | +12 |
| 2.  | Pierre-Luc Dubois  | 10    | +11 |
| 3.  | Damon Severson     | 10    | +9  |
| 4.  | Joel Armia         | 10    | +9  |
| 4.  | Jonas Siegenthaler | 8     | +8  |

| Lp. | Zawodnik          | Mecze | %     |
| --- | ----------------- | ----- | ----- |
| 1.  | Pierre-Luc Dubois | 10    | 66,91 |
| 2.  | Mathias Bau       | 7     | 63,33 |
| 3.  | David Krejčí      | 10    | 62,34 |
| 4.  | Adam Lowry        | 10    | 61,68 |
| 5.  | Hannes Björninen  | 10    | 60,84 |

| Lp. | Zawodnik        | Mecze | Minuty |
| --- | --------------- | ----- | ------ |
| 1.  | Michael Fora    | 8     | 33     |
| 2.  | Magnus Brekke   | 7     | 31     |
| 3.  | Ludwig Hoff     | 7     | 29     |
| 4.  | Saku Mäenalanen | 9     | 29     |
| 5.  | Max Comtois     | 10    | 29     |

### Klasyfikacje bramkarzy
Zestawienie uwzględnia bramkarzy, którzy rozegrali minimum 40% łącznego czasu gry swoich zespołów.
| Lp. | Zawodnik              | Mecze | %     |
| --- | --------------------- | ----- | ----- |
| 1.  | Artūrs Šilovs         | 4     | 95,24 |
| 2.  | Jussi Olkinuora       | 8     | 94,83 |
| 3.  | Magnus Hellberg       | 4     | 93,18 |
| 4.  | Henri Corentin Buysse | 4     | 93,14 |
| 5.  | Chris Driedger        | 6     | 91,45 |

| Lp. | Zawodnik              | Mecze | #    |
| --- | --------------------- | ----- | ---- |
| 1.  | Jussi Olkinuora       | 8     | 1,11 |
| 2.  | Artūrs Šilovs         | 4     | 1,22 |
| 3.  | Magnus Hellberg       | 4     | 1,47 |
| 4.  | Chris Driedger        | 6     | 1,76 |
| 5.  | Henri Corentin Buysse | 4     | 1,76 |

| Lp. | Zawodnik        | Mecze | # |
| --- | --------------- | ----- | - |
| 1.  | Jussi Olkinuora | 8     | 4 |
| 2.  | Jeremy Swayman  | 7     | 2 |

| Lp. | Zawodnik        | Mecze | Obrony |
| --- | --------------- | ----- | ------ |
| 1.  | Andriej Szutow  | 7     | 179    |
| 2.  | Andreas Bernard | 5     | 174    |
| 3.  | Jussi Olkinuora | 8     | 164    |
| 4.  | Ben Bowns       | 6     | 164    |
| 5.  | Karel Vejmelka  | 8     | 147    |

## Wyróżnienia indywidualne
- Najlepsi zawodnicy wybrani przez dyrektoriat turnieju:
  - Najlepszy bramkarz:  Jussi Olkinuora
  - Najlepszy obrońca:  Mikko Lehtonen
  - Najlepszy napastnik:  Roman Červenka

- Skład Gwiazd wybrany w głosowaniu dziennikarzy:
  - Bramkarz:  Jussi Olkinuora
  - Obrońcy:  Mikko Lehtonen,  Seth Jones
  - Napastnicy:  Roman Červenka,  Pierre-Luc Dubois,  Sakari Manninen
  - Najbardziej Wartościowy Gracz (MVP):  Jussi Olkinuora[6]

## Składy medalistów
| Złoto Finlandia | Marko Anttila, Joel Armia, Hannes Björninen, Valtteri Filppula, Niklas Friman, Mikael Granlund, Teemu Hartikainen, Miro Heiskanen, Juuso Hietanen, Jere Innala, Juho Lammikko, Mikko Lehtonen, Esa Lindell, Sakari Manninen, Saku Mäenalanen, Atte Ohtamaa, Juho Olkinuora, Harri Pesonen, Ville Pokka, Toni Rajala, Jere Sallinen, Harri Säteri, Mikael Seppälä, Frans Tuohimaa, Sami Vatanen Trener: Jukka Jalonen |
| Srebro Kanada   | Josh Anderson, Mathew Barzal, Drake Batherson, Thomas Chabot, Max Comtois, Dylan Cozens, Chris Driedger, Pierre-Luc Dubois, Morgan Geekie, Ryan Graves, Noah Gregor, Nick Holden, Kent Johnson, Adam Lowry, Dysin Mayo, Dawson Mercer, Eric O’Dell, Nicolas Roy, Travis Sanheim, Damon Severson, Cole Sillinger, Logan Thompson, Matt Tomkins, Zach Whitecloud Trener: Claude Julien                                 |
| Brąz Czechy     | Matěj Blümel, Jiří Černoch, Roman Červenka, Lukáš Dostál, Jakub Flek, Tomáš Hertl, Filip Hronek, David Jiříček, Michal Jordán, David Kämpf, Michal Kempný, David Krejčí, Tomáš Kundrátek, Marek Langhamer, David Pastrňák, Jan Ščotka, Radim Šimek, Dominik Simon, David Sklenička, Jiří Smejkal, Michael Špaček, Matěj Stránský, Karel Vejmelka, Jakub Vrána, Hynek Zohorna Trener: Kari Jalonen                    |

## Klasyfikacja końcowa
| Msc. | Reprezentacja     |
| ---- | ----------------- |
|      | Finlandia         |
|      | Kanada            |
|      | Czechy            |
| 4    | Stany Zjednoczone |
| 5    | Szwajcaria        |
| 6    | Szwecja           |
| 7    | Niemcy            |
| 8    | Słowacja          |
| 9    | Dania             |
| 10   | Łotwa             |
| 11   | Austria           |
| 12   | Francja           |
| 13   | Norwegia          |
| 14   | Kazachstan        |
| 15   | Włochy            |
| 16   | Wielka Brytania   |

| Spadek do I Dywizji Grupy A w 2023: | Włochy Wielka Brytania |
| Awans do turnieju MŚ Elity w 2023:  | Słowenia Węgry         |